# Apterodon
Genre
Synonymes
- † Dasyurodon Andreae, 1887

Espèces de rang inférieur
- voir paragraphe #Liste d'espèces

Apterodon est un  genre fossile de mammifères carnivores de l'ordre des Creodonta, du clade des Hyaenodonta, de la famille des Hyainailouridae et de la sous-famille des Apterodontinae qui vivait en Afrique et en Europe.

## Présentation
Il a vécu essentiellement en Afrique, de l'Éocène supérieur (Priabonien) à la fin de l'Oligocène inférieur (Rupélien), soit il y a environ entre 37,8 et 28,1 millions d'années,. Une seule espèce a été découverte en Europe, dans l'Oligocène inférieur d’Allemagne, l'espèce type : Apterodon gaudryi.

## Classification
Ce genre Apterodon Fischer, 1880 ne doit pas être confondu avec le genre invalide Apterodon Fischer, 1940 qui est synonyme de Pteraster  Müller & Troschel, 1842, un genre d'étoiles de mer.

### Liste d'espèces
- † Apterodon altidens Schlosser, 1910
- † Apterodon gaudryi Fischer, 1880 (espèce type)
- † Apterodon langebadreae Grohé et al., 2012
- † Apterodon macrognathus  (Andrews, 1904)
- † Apterodon intermedius Lange-Badré et Böhme, 2005
- † Apterodon saghensis Simons et Gingerich, 1976

## Description
Les aptérodontinés forment une petite famille de hyainailouridés spécialisée dans les habitats aquatiques, semblables à ceux de la loutre actuelle.
Apterodon est considéré comme un animal semi-aquatique, fouisseur. En effet ses membres antérieurs sont puissants et bien équipés pour creuser, comparables à ceux des blaireaux modernes. Sa queue, son torse et ses membres postérieurs présentent des adaptations similaires à celles d'autres mammifères aquatiques, comme les loutres et les pinnipèdes. Sa denture était adaptée pour se nourrir d'invertébrés à carapace dure, tels que les crustacés et les mollusques. Il a probablement vécu le long des côtes africaines.
L'étude de la denture d'un nouveau spécimen d'Apterodon macrognathus et d'autres hyaenodontes par Borths et Stevens en 2017, a montré que les dents déciduales (« de lait ») apparaissaient chez ces animaux beaucoup plus lentement que chez les membres de l'ordre des carnivores.